# Sebastopol (Mississippi)
Sebastopol é uma cidade  localizada no estado americano de Mississippi, no Condado de Scott.

## Demografia
Segundo o censo americano de 2000, a sua população era de 233 habitantes.
Em 2006, foi estimada uma população de 233, um aumento de 0 (0.0%).

## Geografia
De acordo com o United States Census Bureau tem uma área de
3,8 km², dos quais 3,8 km² cobertos por terra e 0,0 km² cobertos por água. Sebastopol localiza-se a aproximadamente 130 m acima do nível do mar.

## Localidades na vizinhança
O diagrama seguinte representa as localidades num raio de 28 km ao redor de Sebastopol.